# 権五鍾
権 五鍾（クォン・オジョン、朝鮮語: 권오종/權五鍾、1900年6月16日 - 1960年2月1日または6月1日）は、大韓民国の政治家。元慶尚北道議会議員、第3・4代韓国国会議員。本貫は安東権氏。

## 経歴
慶尚北道安東郡出身。明治大学法科卒。大韓独立促成国民会安東郡支部長、国民会安東郡支部長、安東金融組合長、安東煙草耕作組合長などを務めた。第4代国会議員在任中の1960年1月8日に民主党を離党し自由党に入党したが、同年2月1日、ソウル市城北区の自宅で肝炎により死去。61歳没。

## 政治活動
1957年、同姓同本間の結婚についての民法案発議時、結婚容認に猛反対した。